# Eja
Eja ist eine Gemeinde im Norden Portugals.
Eja gehört zum Kreis Penafiel im Distrikt Porto, besitzt eine Fläche von 4,9 km² und hat 863 Einwohner (Stand 19. April 2021).
Zu Eja gehört Entre-os-Rios, mit Bädern aus der Römerzeit, die zum Teil noch in Funktion sind. Aus diesem Grund ist der Name „Entre-os-Rios“ wesentlich geläufiger als der Name der Gemeinde.